# Timothy Spall
Timothy Leonard Spall, OBE (Londres, 27 de febrer de 1957) és un actor de cinema, teatre i sèries de televisió anglès.

## Biografia
Nascut al barri londinenc de Battersea el 27 de febrer de 1957 va ser el tercer de quatre fills; el seu pare, Joe, va ser un treballador de Correus, i la seva mare, Sylvia, una perruquera. Va estudiar al National Youth Theatre i a la Reial Acadèmia d'Art Dramàtic, on va obtenir la Medalla d'or Bancroft com l'actor més prometedor de l'any. El seu germà, Matthew, és el director d'estudi de la companyia de jocs d'ordinador Morpheme.

## Filmografia
- Quadrophenia (1979)
- La núvia (The Bride) (1985)
- Dutch Girls (1985)
- Gothic (1986)

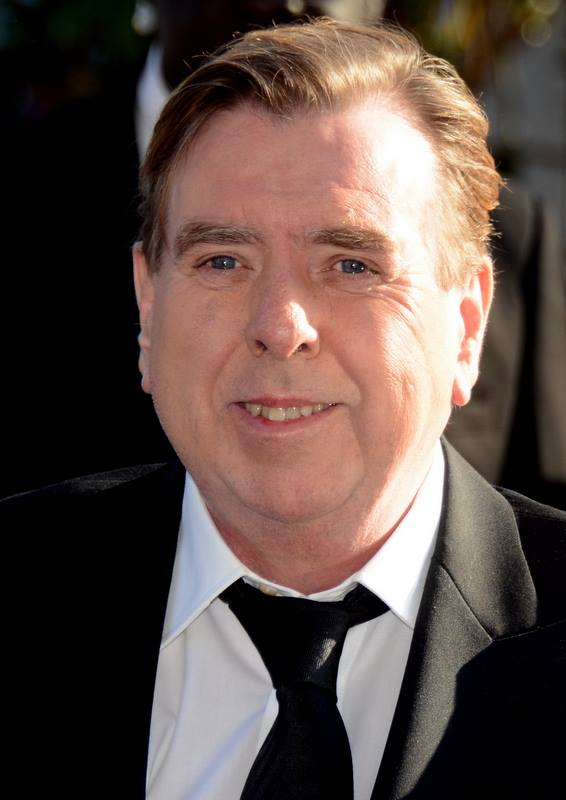
Timothy Spall al Festival de Canes (2014).

- Conspiració per a un assassinat (To Kill a Priest) (1988)
- Life Is Sweet (1990)
- The Sheltering Sky (1990)
- Caçador blanc, cor negre (White Hunter Black Heart) (1990)
- 1871 (1990)
- Secrets and Lies (1996)
- Hamlet (1996)
- Our Mutual Friend (1996)
- Still Crazy (1998)
- Topsy-Turvy (1999)
- Shooting the Past (1999)
- Treballs d'amors perduts (Love's Labour's Lost) (2000)
- Chicken Run, evasió a la granja (Chicken Run) (2000)
- Vatel (2000)
- El vell que llegia novel·les d'amor (The Old Man Who Read Love Stories) (2001)
- Vanilla Sky (2001)
- Intimacy (2001)
- Almost Strangers (2001)
- Rock Star (2001)
- Vacuuming Completely Nude In Paradise (2001)
- All or Nothing (2002)
- Nicholas Nickleby (2002)
- L'últim samurai (2003)
- My House in Umbria (2003)
- Harry Potter i el pres d'Azkaban (2004)
- Un seguit de desgràcies catastròfiques de Lemony Snicket (Lemony Snicket's A Series of Unfortunate Events) (2004)
- Mr Harvey Lights a Candle (2005)
- Harry Potter i el calze de foc (2005)
- Pierrepoint (2005)
- Grand Theft Auto: Vice City Stories (2006)
- Sweeney Todd (2007)
- Enchanted (2007)
- Jackboots on Whitehall (2008)
- Appaloosa (2008)
- Harry Potter i el misteri del Príncep (2009)
- Heartless (2009)
- The Damned United (2009)
- Harry Potter i les relíquies de la Mort - Part 1 (2010)
- Alice in Wonderland (2010)
- El discurs del rei (2010)
- Harry Potter i les relíquies de la Mort - Part 2 (2011)
- Wake Wood (2011)
- Mr. Turner (2014)
- Sucker (2015)
- Alice Through the Looking Glass (2016)
- The Journey (2016)
- Away (2016)
- Negació (2016)
- The Party (2017)
- Ballant la vida (2017)
- Early Man (2018)
- 2023: El Cinquè Manament

## Premis i nominacions

### Premis
- 2014: Premi a la interpretació masculina (Festival de Canes) per Mr. Turner

### Nominacions
- 1997: BAFTA al millor actor per Secrets and Lies
- 2000: BAFTA al millor actor secundari per Topsy-Turvy
- 2017: Premi AARP The Magazine al millor actor secundari per Denial[6]